# Кобленц, Вениамин Исаакович
Вениамин Исаакович Кобленц (1895 — 1939) — прокурор и член тройки НКВД по Московской области.

## Биография
Родился в еврейской семье служащих, получил незаконченное высшее образование. Состоял членом РКП(б). Сотрудник органов прокуратуры Северо-Кавказского края с середины 1931. В ноябре 1932 был назначен заместителем прокурора Москвы, с сентября 1935 до декабря 1937 временно исполняющий должность прокурора, затем снова на должности заместителя. Проживал в столице по адресу Новослободская улица, дом 73, квартира 11. Арестован в 1938 и осуждён к ВМН по обвинению в участии в террористической право-троцкистской организации, действовавшей в прокуратуре РСФСР. Расстрелян в 1939 на Донском кладбище. Посмертно реабилитирован 10 октября 1955.

## Публикации
- Кобленц В. И. Бюро юрисконсультов экономических учреждений и организаций при Институте экономических исследований НКФ СССР. Обзор деятельности за 1925 г. Право и жизнь, 1926.[1]
- Кобленц В. И. О правовом положении юрисконсультов. Советская юстиция, 1930.[2]

Неоднократно публиковал статьи и фельетоны в газетах «Вечерняя Москва», «Рабочая Москва» и других изданиях, а в журнале «Советская юстиция» опубликованы его теоретические работы.